# Lisa Ravel
Lisa Ravel, eigentlich Lisa Meyer (* 26. August 1939 in München), ist eine deutsche Schauspielerin bei Bühne, Film und Fernsehen.

## Leben und Wirken
Lisa Frank-Ravel ist am 26. August 1939 in München in einer Kunsthändler Familie geboren und aufgewachsen. Bereits als Kind erhielt sie Ballettunterricht. Nach der mittleren Reife absolvierte Frank-Ravel eine dreijährige Lehre in der Modebranche. Anschließend folgte die Ausbildung zur Schauspielerin am Bühnenstudio Zürich (heute Theaterakademie) mit Lehrern u. a. Gustav Knuth. Zu dieser Zeit spielte sie bereits erste kleine Filmrollen in der Schweiz. Nach dieser Ausbildung folgte das erste Engagement am Stadttheater Konstanz 1961 – 1965. Wieder zurück in München folgten Tourneen und Engagements an zahlreichen Theatern, auch Funk, Fernsehen und synchron, meldeten sich. U. a. für den Bayerischen Rundfunk und Hörspiele.
Lisa Frank-Ravel ist verheiratet, hat einen Sohn und zwei Enkelkinder, sie lebt heute mit ihrer Familie am Ammersee, führt Regie bei Laien- und Kindertheater und gestaltet Lesungen.

## Filmografie
- 1982: Muttertreu
- 1981: Die Rumplhanni
- 1978: Der Schwanz, der mit dem Hund wedelt
- 1978: Max Greger Show
- 1971–72: Fünf Tage hat die Woche (TV-Serie, zwei Folgen)
- 1971: Fünf Stunden sind kein Tag
- 1970: Das Kriminalmuseum (TV-Krimireihe, eine Folge)
- 1969–71: Königlich Bayerisches Amtsgericht (TV-Serie, drei Folgen)
- 1969: Wer klingelt schon zur Fernsehzeit
- 1969: Jean, der Träumer
- 1968: Meine Frau, die Philosophin
- 1968: Helga und Michael
- 1965: Heute Abend wird aus dem Stegreif gespielt
- 1964: Diener zweier Herren

## Theaterengagements
- 1978–1982: Residenztheater München
- 1977: Volkstheater München
- 1977: Münchner Theater für Kinder
- 1975: Tournee Theater Grabowski
- 1971–1973: Kleine Komödie Frankfurt
- 1969: Kleine Freiheit München
- 1968: Lore Bronner Bühne
- 1968: Hellmuth Duna Tourneetheater
- 1967: Hellmuth Duna Theater Leopoldstrasse
- 1967–1969: Kammerspiele München
- 1966: Kleine Komödie Hamburg
- 1965: Intimes Theater München
- 1963: Gastspiel Bad Hersfeld
- 1961–1965: Theater Konstanz